# Maralal

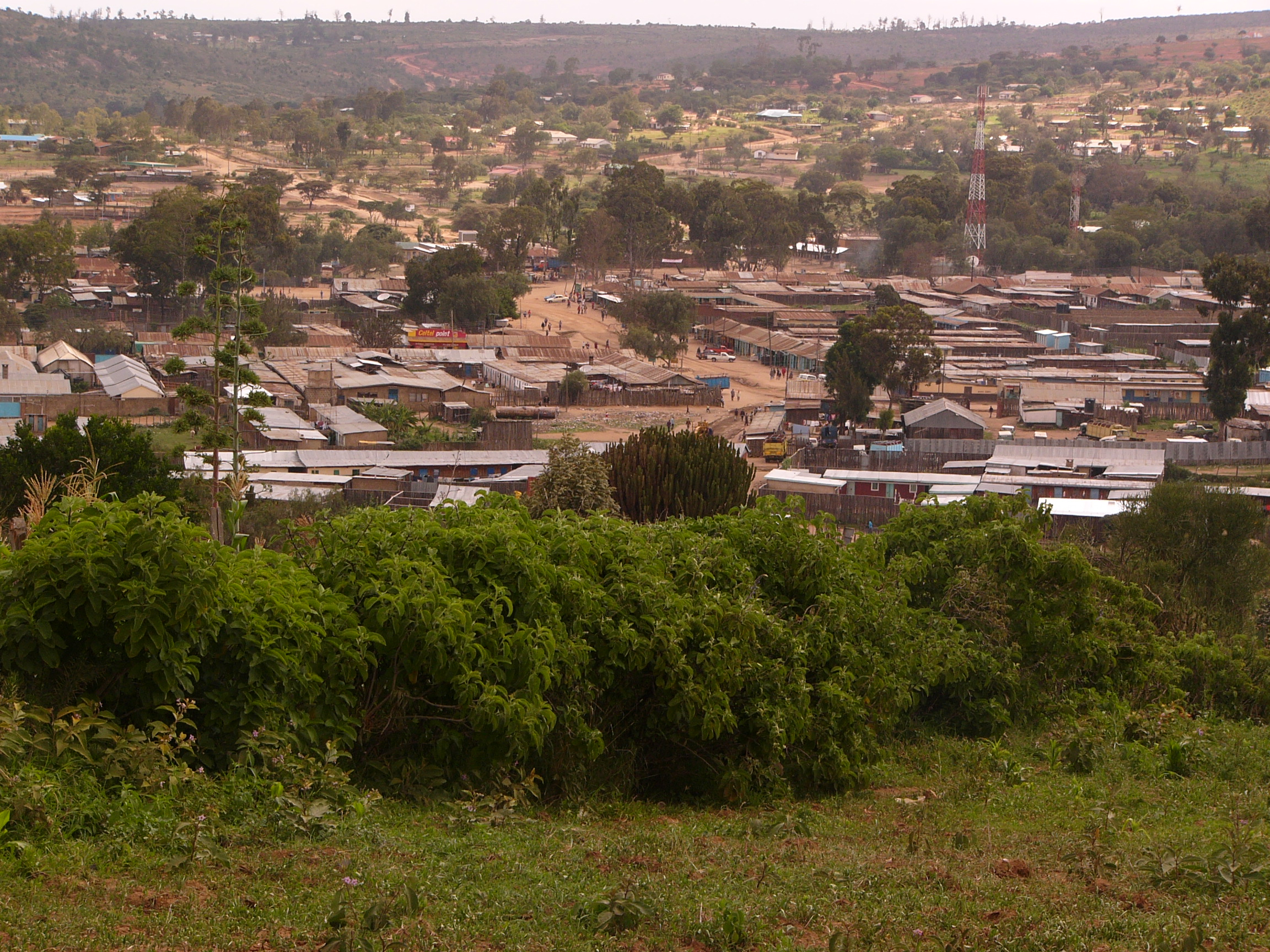
Maralal (2006).

Maralal är huvudort i distriktet Samburu i provinsen Rift Valley i Kenya.